# St Alouarn Islands
Le St Alouarn Islands sono un gruppo di isole e scogli situate nell'oceano Indiano al largo della costa dell'Australia Occidentale, a sud-est di capo Leeuwin, nella regione del South West. Le isole appartengono alla Local government area della contea di Augusta-Margaret River. La cittadina più vicina è Augusta.

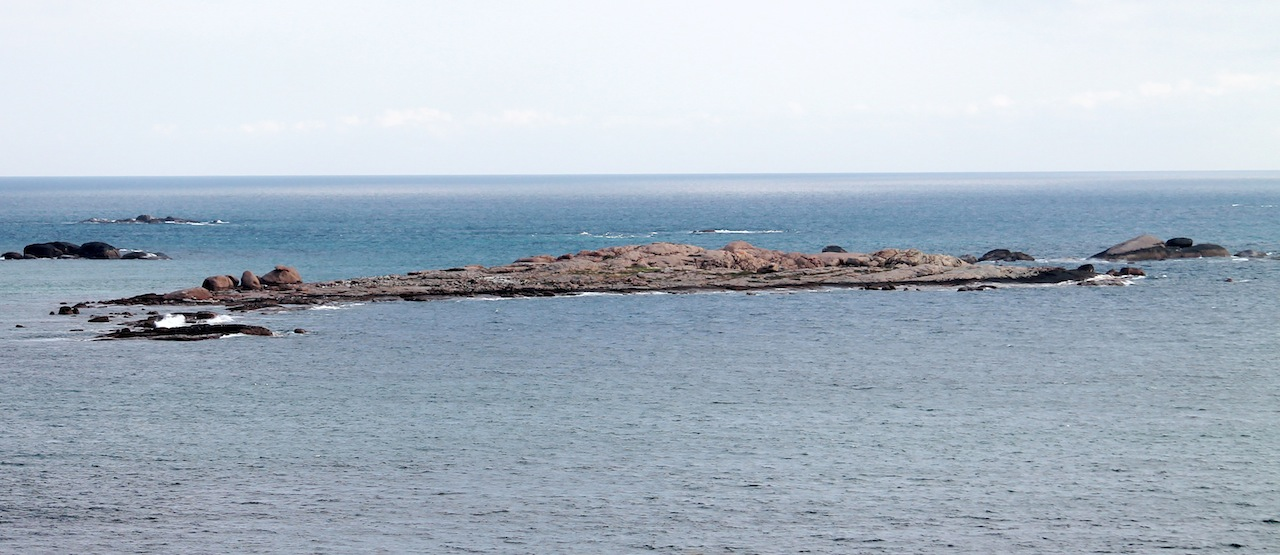
Seal Island

Le isole che formano il gruppo sono: 
- Seal Island, che ha un'area di circa 5,5 ha, è la più vicina al continente. Si trova poco più di 1 km a sud di Point Matthew e 2,5 km a est di capo Leeuwin[1] 34°22′51″S 115°09′18″E.
- Spout Rock, a sud-est di Seal Island.
- Saint Alouarn Island, ha un'area di circa 8,5 ha 34°24′15″S 115°11′46″E.
- Flinders Island, situata 7 km a sud-est di Point Matthew 34°24′51″S 115°12′22″E.
- South East Rocks, a sud-sud-est di Flinders Island.
- South-West Breaker, scogliera a sud, è la più meridionale, si trova a circa 9 km da Point Matthew 34°27′S 115°10′E.

## Storia
Nel 1772 Louis Aleno de Saint-Aloüarn sulla Gros Ventre si trovava nella regione come parte della spedizione di Kerguelen. In seguito le isole vennero nominate, nel 1792, in onore del capitano de St Alouarn, dal navigatore francese Antoine d'Entrecasteaux.